# Pontós
Pontós è un comune spagnolo situato nella comunità autonoma della Catalogna.